# Piper constipatispicum
Piper constipatispicum är en pepparväxtart som beskrevs av William Trelease. Piper constipatispicum ingår i släktet Piper och familjen pepparväxter. Inga underarter finns listade i Catalogue of Life.